# Дарна
Дарна — персонаж филиппинских комиксов созданных писателем Марсом Равело и художником Нестором Редондо. Первое появление персонажа было в «Pilipino Komiks» (Ace Publications, Inc.) 77 выпуске, вышедшем 13 мая 1950 года. Дарна — это переоснащение более раннего персонажа Равело, Варги, чьи истории он написал и проиллюстрировал сам. Этот персонаж впервые появился в журнале "Bulaklak", том 4, номер 17 23 июля 1947 года. Равело покинул издания журнала Bulaklak из-за разногласий с редакторами издания. Как один из самых популярных филиппинских супергероев, Дарна появилась во многих фильмах и нескольких телесериалах на протяжении десятилетий, которые намного затмили её фактическое пребывание в комиксах.
Внешний вид Дарны характерен и культовый: она обычно носит красное бикини или шорты с золотой звездой в каждом бюстгальтере; красный шлем с рубиновым инкрустированным золотым крылатым медальоном; золотые браслеты; золотой медальонный пояс с набедренной посередине; и красные сапоги. Дарна широко считается филиппинской культурной иконой и самым знаменитым супергероем на Филиппинах.

## История персонажа

### Ранние годы
Марс Равело создал первые изображения Дарны перед Второй мировой войной, как предшественника персонажа Варга. Вдохновение Равело для героических качеств Дарны пришло из увлечения Джерри Сигелем и Суперменом Джо Шустера.Клатый медальон на шлеме Дарны был вдохновлен эмблемой филиппинских военно-воздушных сил, так как Равело также мечтал о возможности летать. Концепция волшебного белого камня — это культурная иконография, так как в филиппинском фольклоре есть много историй о храбрых молодых смертных, чьё мужество и сердце позволяют им быть достойными магических амулетов — единственное, что в этих историях может даже сравниться на злые, сверхъестественные силы.
После войны Равело понял, что филиппинцам нужен супергерой, поэтому он снова купил свою концепцию супергероини издателям, пока один из них, Bulaklak Komiks, не согласился опубликовать героиню Равело, которую он теперь назвал «Варга» в 1947 году (вдохновленная серией иллюстраций для девочек Варги), и Варга дебютировала в журнале Bulaklak, том 4, номер 17 23 июля 1947 года, который написал и нарисовал Равело. В интервью Равело рассказал, что сначала он предложил свое творение журналу Liwayway и другим изданиям, но оно было отклонено. Если бы журнал Liwayway не отклонил предложение, Варга была бы первым супергероем на Филиппинах.
Вопреки распространенному мнению, Дарна не была названа в честь волшебной птицы Адарны, которая появляется в одноименном филиппинском эпосе. В журнале Bulaklak Нарда уже была установлена как смертная личность Варги. «Дарна» была просто анаграммой «Нарды». Концепция и образ персонажа были основаны на иллюстрациях Супермена, появляющихся в комиксах, привезенных солдатами из США на Филиппины. Это была история девочки по имени Нарда (названной в честь одного из детских товарищей Равело), её брата Дина и их бабушки Лолы Асай, которые жили в городе Масамбонг, когда падающая звезда показала себя волшебным амулетом, который превращает Нарду в супергероиню Варгу.
Название Варга принадлежало Bulaklak Komiks. Первое приключение Дарны было впервые опубликовано на страницах Pilipino Komiks (Ace Publications, Inc.) #77, где она столкнулась с знойнойной богиней змей Валентиной. Здесь Нарда, молодая девушка, проглатывает камень, на котором написано слово «Дарна», и превращается в Дарну, выкрикивая имя последней. Аналогичным образом, Дарна возвращается в Нарду, выкрикивая имя Нарды. Камень, который был с планеты Марте, остаётся в ее теле. Её секрет известен её бабушке и брату Дину, который становится её помощником. Дарна быстро завоевала популярность среди филиппинских читателей комиксов. Оригинальная серия комиксов «Дарна», написанная Равело и проиллюстрированная Редондо, состояла из 28 выпусков.

### Поздние годы
31 мая 1951 года Дарна перешла из комиксов в кино ещё до того, как был закончена серия комиксов. «Royal Publications» под руководством Фернандо По-старшего выпустили первый фильм Дарны с Розой Дель Росарио в роли Нарды/Дарны. Это был последний фильм, снятый Фернандо По-старшим. С тех пор ряд актрис и актёров играль роль супергероини как в кино, так и на телевидении. В некоторых из них с 1973 года снялась будущая многократная драматическая актриса и политик Вильма Сантос. В этом воплощении происхождение Дарны было изменено. Сама Нарда стала Дарной, в отличие от оригинала, в котором она просто «направила» её. Камень выходил изо рта Нарды каждый раз, когда она менялась, и ей приходилось глотать его каждый раз, когда она хотела превращаться (пересмотр, который стал стандартом для следующих воплощений). Дарна не указана как пришедшая из Марте и упоминается просто как «Воин Света». В этой версии Нарда была в возрасте от ребенка до раннего подросткового возраста, и только Дин знал о её секрете. Эта версия Дарны стала идеей большинства людей о персонаже в течение примерно 3 десятилетий. Крылатая фраза, популяризированная фильмами и сказанная Нардой: «Дин, дай мне камень!»
В 1977 году вышел первый сериал о Дарне, спродюсированный Китчи Бенедикто, который транслировался на RPN (KBS-9). В сериале «Darna! The TV Series» Лорна Толентино снялась в роли Дарны/Нарды. Дарна также выпустила свой собственный мультсериал в 1986 году, показанный на GMA Network.

### Минисерия Mango Comics
В 2003 году Mango Comics опубликовала ограниченную мини-серию Darna, удостоенную Национальной книжной премии при значительном участии семьи Равело. DARNA — это юбилейный выпуск из трех частей (36 страниц в выпуске, полноцветный, на английском языке). Первая часть серии была выпущена 28 февраля 2003 года, вторая часть — 7 мая 2003 года, а последняя — 13 декабря 2003 года. С совершенно новой сюжетной линией Бобби Йонзона и каждым выпуском, нарисованным другим художником мирового класса, каждая из этой серии хорошая«
- DARNA Выпуск 1: Дарна сталкивается со знакомым змеиным противником, который сексуальнее и смертоноснее, чем когда-либо. Написано Бобоем Йонзоном, карандаши — Райана Ороско и чернила — Гилберта Монсанто[17].

- DARNA Выпуск 2:[18].

- DARNA Выпуск 3: Написано Бобоем Йонзоном, карандаши и чернила — Гилберта Монсанто[19][20].

## Вымышленная биография персонажа
История Дарны начинается с деревенской девушки по имени Нарда, которая живет в провинциальном городе Баррио Масамбонг со своим братом Дином. Братья и сестры осиротели и, следовательно, их усыновила их бабушка Лола Асай.
Нарда любит петь, в то время как ее младший брат Дин очень хорошо играет на губной гармошке. Иногда Нарда и Дин ходят из дома в дом и поют за деньги, чтобы помочь своей бабушке удовлетворить их повседневные потребности.
Однажды вечером, играя в игру «Печь и искай», Нарда увидела падающую звезду в ночном небе. Небесный объект врезался в лес. Впечатлённая его красотой, она взяла его и решила оставить себе. Когда её товарищи по играм начали искать её, она сразу же спрятала белый камень во рту, чтобы ее товарищи по играм не забрали его у неё.
Белый камень ожил и упал ей в горло в живот. Она начала испытывать психические вспышки, которые наводнили ее разум инопланетными образами далеко отдалеких миров, из-за которых она потеряла сознание. Ее нашла Лола Асай, которая забрала её домой и уложила спать.
Когда Нарда проснулась, она вернулась домой со своей бабушкой и братом Дином. Они спросили её, что случилось, и она рассказала о своем странном опыте. Когда ее бабушка спросила её, какая надпись на белом камне, который она проглотила, Нарда закричала... «ДАРНА!»
Её бабушка и брат были поражены вспышкой света и дыма, которые заполнили комнату. Там, где стояла Нарда, теперь была высокая, красивая женщина-воин. Она объяснила им, что она «Дарна планеты Марте» и что её отправили на Землю, чтобы противостоять силам тьмы и ненависти, которые поражают мир. Нарда направляла инопланетную женщину. После того, как она заверила их, что не имеет в виду никакого вреда, Дарна вернулась к Нарде, сказав имя последней.

## Описание

### Силы, способности и снаряжение
Белый камень является основным источником энергии Дарны. Хотя обычно у неё нет особых сил в своём человеческом альтер-эго, как Нарда, как только она кричит слово «Дарна!», она превращается во внеземную воительницу в пиковом физическом состоянии с несколькими божественными сверхспособностями. Они включают в себя сверхчеловеческую силу, частичную неуязвимость, скорость, чувствительность, полёт и долголетие, что усиливает её боевою мощь. С самого начала она изображена как высококвалифицированная воительница, которая преуспевает во всех формах боевых действий. С тех пор она развивала другие способности на протяжении многих лет, такие как ограниченная телепатия, аэрокинез, повышенная ловкость и рефлексы, а также манипуляции с памятью, среди прочих.

### Костюм
Костюм Дарны менялся с течением времени, хотя почти все её костюмные воплощения сохранили ту или иную форму красного бикини с золотой звездой на каждом бюстгальтере, красный шлем с рубиновым инкрустированным золотым крылатым медальоном, золотые браслеты, золотой медальонный пояс с набедренной повязкой посередине и почти красные сапоги на шпильке.
Дарна — персонаж, который объединил концепцию супергероя с традициями филиппинского фольклора. Жёлтые/золотые звезды происходят от филиппинского флага, набедренная повязка (бахаг) является визуальным вдохновением от местных костюмов, а концепция агимата основана на филиппинских традициях. Филиппинский фольклор имеет традицию представления скромных, чистых сердечных смертных, которые награждаются амулетами, которые позволяют им (в некотором смысле) превращать свои добродетели в сверхспособности, которые позволяют им бороться со сверхъестественным злом.
В фильме «Дарна против инопланетных женщин» Сантос носил тёмно-синий топ-бикини с красными звездами, темно-синие шорты для мальчиков, золотой пояс и красный пояс, сапоги, браслеты и чокер, почти похожие на костюм Дарны в Pilipino Komiks Darna #99, Pilipino Komiks Darna at ang Babaing Lawin #120, Darna Komiks Darna at ang Taong Ibon #964, и Darna Komiks Darna vs. Zumarna #1275 за исключением золотого головного убора, который похож на её головной убор в Pilipino Komiks Darna #87.
В фильме Darna: The Ballet Кристин Крам и Крис Белль Паклибар, которые поочередно играли Дарну, носили костюм. Существовали две версии костюма: (1) традиционное красное бикини с золотыми звёздами, красный шлем с золотым крылатым медальоном, красный браслет, украшенный золотыми медальонами, золотой пояс и надерник, и красные балетки, украшенные золотыми медальонами (туфли балерины выглядели как сапоги); и (2) красный бюстгальтер с золотыми точками, окружающими золотые звезды, желтые шорты, красный шлем, украшенный, по-видимому, большой золотой птицей, красные браслеты и пояс с золотыми украшениями, красные наберешники и сапоги.

## Коллекционные издания
| Название                                                                | Том                      | Выпуск | Дата                    |
| Varga                                                                   | Varga                    | Varga  | Varga                   |
| ----------------------------------------------------------------------- | ------------------------ | ------ | ----------------------- |
| Varga                                                                   | Bulaklak Magazine Vol. 4 | #1     | 1947-1948               |
| Varga                                                                   | Bulaklak Magazine        | #17    | 23 июля 1947            |
| Varga                                                                   | Bulaklak Magazine p. 54  | #43    | 12 мая 1948             |
| Darna                                                                   |                          |        |                         |
| Golden Age                                                              |                          |        |                         |
| Darna                                                                   | Pilipino Komiks          | #1-28  |                         |
| Darna                                                                   | Pilipino Komiks          | #77    | 13 мая 1950             |
| Darna                                                                   | Pilipino Komiks          | #78    | 27 мая 1950             |
| Darna                                                                   | Pilipino Komiks          | #81    | 8 июля 1950             |
| Darna                                                                   | Pilipino Komiks          | #87    | 30 сентября 1950        |
| Darna                                                                   | Pilipino Komiks          | #99    | 17 марта 1951           |
| Darna                                                                   | Pilipino Komiks          | #112   | 15 сентября 1951        |
| Darna at ang Babaing Lawin                                              | Pilipino Komiks          | #109   | Август 1951             |
| Darna at ang Babaing Lawin                                              | Pilipino Komiks          | #120   | 5 января 1952           |
| Darna at ang Babaing Lawin                                              | Pilipino Komiks          | #132   | 21 июня 1952            |
| Darna at ang Impakta                                                    | Kenkoy Komiks            |        | 12 сентября 1962 – 1963 |
| Darna at ang Babaing Tuod                                               | Liwayway Magazine        |        | 25 мая 1964 – 1965      |
| Darna at ang Babaing Linta                                              | Darna Komiks-Magasin     | #1     | 3 февраля 1968          |
| Darna at ang Babaing Linta                                              | Darna Komiks-Magasin     | #3     | 3 марта 1968 – 1969     |
| Darna                                                                   | Darna Komiks-Magasin     | #27    | 3 февраля 1969          |
| Darna at ang Planetman                                                  | Holiday Komiks-Magasin   |        | Октябрь 1968 – 1969     |
| Darna and the Time Machine                                              | Kampeon Komiks           |        | 1975                    |
| Darna Versus Santanina Dayabolika                                       | Kampeon Komiks           |        | 1977-1978               |
| Darna and the Genie                                                     | Darna Komiks             |        | 8 января 1980           |
| Darna at ang Black Widow                                                | Ravelo Magazine          |        | 14 февраля 1980 – 1981  |
| Darna vs. Dyangga                                                       | Darna Komiks             |        | 21 января 1985          |
| Darna at ang Taong Diablo                                               |                          |        | 11 ноября 1985          |
| Modern Age (1986–present)                                               |                          |        |                         |
| Darna at ang Hiwaga ng Nawawalang Hukay                                 | Darna Komiks             |        | Июнь 1986               |
| Darna at ang Taong Ibon                                                 | Darna Komiks             | #964   | 12 октября 1987         |
| Darna vs. the Warlock                                                   | Darna Komiks             |        | 25 июня 1990            |
| Darna sa Gitna ng Pag-ibig at Panganib                                  | Darna Komiks             |        | 3 августа 1991          |
| Darna vs. Zumarna                                                       | Darna Komiks             | #1217  | 17 августа 1992         |
| Darna vs. Zumarna                                                       | Darna Komiks             | #1275  | 27 сентября 1993        |
| Darna vs. the Black Mercury                                             | Darna Komiks             |        | 14 февраля 1994         |
| Darna Ang Pagbabalik                                                    | Darna Komiks             |        | Апрель–4 декабря 1995   |
| Darna vs. Araknido                                                      | Darna Komiks Magazine    |        | 12 августа 1996         |
| Darna is back with a vengeance                                          | Super Action             | #1     |                         |
| Darna at ang Toxic Monster                                              | Super Action Komiks      | #7     | 1999                    |
| Darna sa Bingit ng Panganib                                             | Super Action Komiks      |        | 1999                    |
| Mars Ravelo's Darna (Extra Special Issue) Paano Kung May Tatlong Darna? | Super Action Vol. 2      | #12    | 1999                    |
| Mars Ravelo's Darna at ang Mahiwagang Singsing                          | Super Action             | #14    |                         |
|                                                                         | Super Action             | #15    |                         |
| Nag-Santa Claus Si Darna                                                | Super Action Vol.2       | #16    | Декабрь 1999            |
| Darna                                                                   | Mango Comics miniseries  | #1     | 28 февраля 2003         |
| Darna                                                                   | Mango Comics miniseries  | #2     | 7 мая 2003              |
| Darna                                                                   | Mango Comics miniseries  | #3     | 13 декабря 2003         |
| Miscellaneous                                                           |                          |        |                         |
| Pilipino Komiks                                                         | Pilipino Komiks          | #119   | 22 декабря 1951         |